# Clérico-nationalisme
 (novembre 2008).
Si vous disposez d'ouvrages ou d'articles de référence ou si vous connaissez des sites web de qualité traitant du thème abordé ici, merci de compléter l'article en donnant les références utiles à sa vérifiabilité et en les liant à la section « Notes et références ».

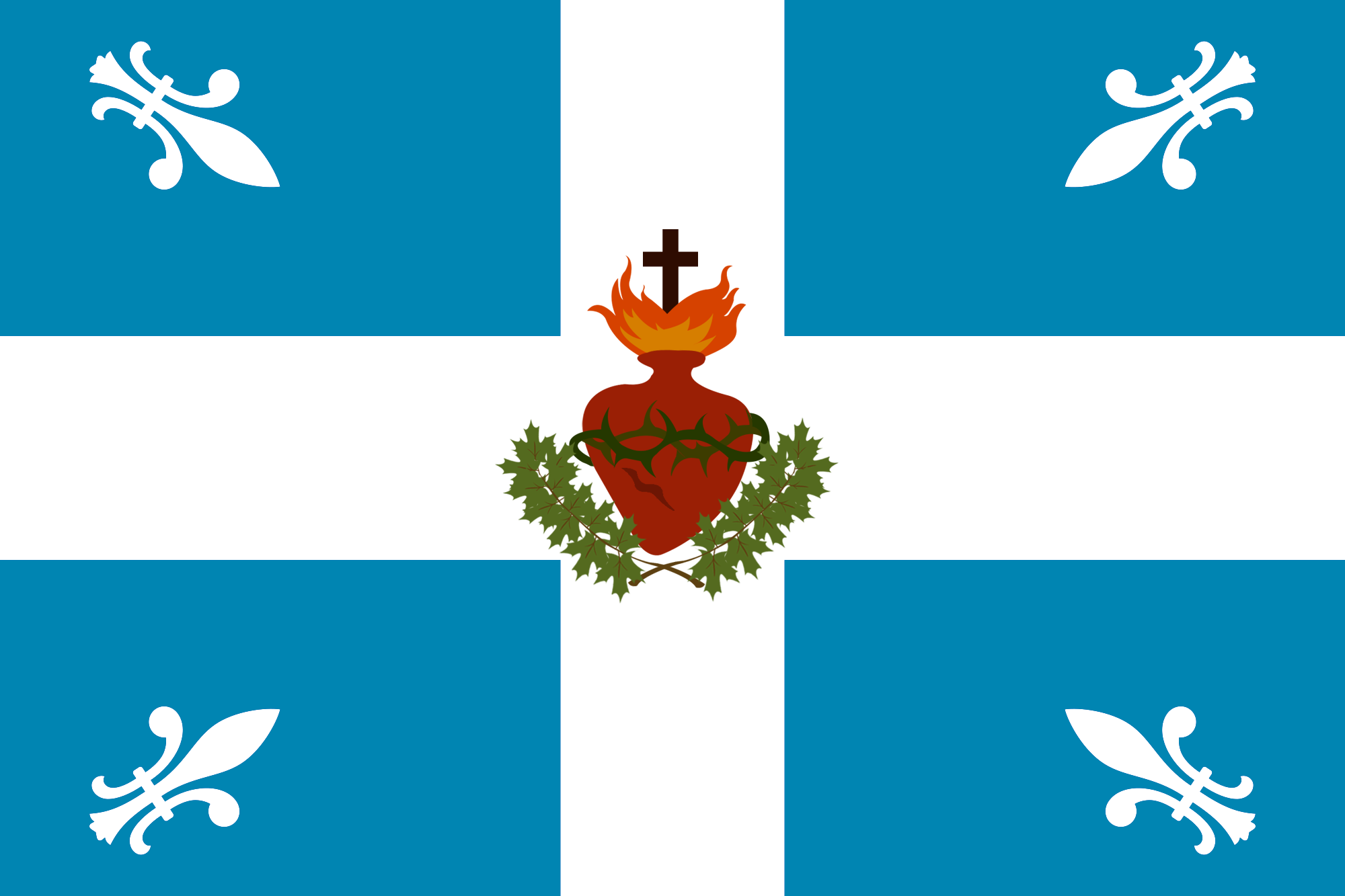
Le Carillon Sacré-Cœur, drapeau combinant des éléments nationaux et catholiques.

Le clérico-nationalisme ou nationalisme canadien-français traditionnel, désigne un courant idéologique québécois qui fut important durant les années succédant à la Première Guerre mondiale jusqu'à la fin des années 1950, avec l'avènement de la Révolution tranquille. Il s'agit essentiellement d'une forme de nationalisme québécois catholique et conservateur. Bien que très minoritaire, cette idéologie existe toujours chez certains groupes identifiés à la droite conservatrice tels que Tradition-Québec.

## Historique

### Fondements idéologiques
Le clérico-nationalisme est le résultat d'une série d'événements et de développements idéologiques qui survinrent après la défaite des Patriotes. Les Canadiens français perdent avec l'acte d'Union l'autonomie qu'ils avaient obtenue avec l'Acte constitutionnel. Le nationalisme libéral et politique des Patriotes se transforme alors en nationalisme plutôt axé sur la culture et devient plus défensif.
Ce nationalisme est souvent combiné avec l'ultramontanisme, idéologie catholique prônant la suprématie du Pape, l'attachement à Rome et le rôle directeur du clergé pour l'établissement de la moralité catholique dans la société civile. Il ne faut pas confondre l'ultramontanisme avec le clérico-nationalisme. Ce premier est un mouvement global qui s'incarne dans différents pays à la même époque comme en France, en Allemagne et en Italie. Il influence largement, et se combinera même souvent avec le nationalisme canadien-français puisqu'il se développe dans les mêmes années que la nouvelle forme de celui-ci. On peut voir déjà à cette époque chez certains individus comme Louis-François Richer Laflèche, Louis-Adolphe Paquet et Jules-Paul Tardivel les genèses du clérico-nationalisme.
Après l'établissement de la confédération canadienne, un nationalisme canadien basé sur l'égalité entre les deux groupes linguistiques et culturels dominants et englobant le nationalisme culturel canadien-français est véhiculé par certains Canadiens français. Les plus importants de ceux-ci sont Henri Bourassa, les éditorialistes de son journal Le Devoir et la Ligue des droits du français. Bourassa adopte comme ses prédecesseurs un point de vue ultramontain, allant même jusqu'à cité des encycliques du pape dans la Chambre des communes. Cette forme de nationalisme canadien, bien qu'elle inclue les anglophones du pays, accorde beaucoup d'importance à la préservation de la culture des Canadiens français et à leur religion. Il fut une inspiration importante pour le développement subséquent du clérico-nationalisme.

### Développement et chute
Par la suite, l'idéologie clérico-nationaliste fut articulée dans sa forme stricte par Lionel Groulx et la Ligue d'Action française. Après de nombreux conflits avec les Canadiens anglais, tel que la lutte entourant le Règlement 17, elle devint pour les Canadiens français une idéologie plus importante que le nationalisme canadien de Bourassa.
À partir des années 1930, d'autres courants nationalistes québécois plus radicaux (laïques ou indépendantistes) vont se constituer et contribueront à réduire l'influence du clérico-nationalisme. C'est le cas notamment des mouvements animés par Paul Bouchard ou Adrien Arcand et le groupe des Jeune-Canada. Durant les années 1940, l'opposition se fait plus vive encore à l'idéologie incarnée par la génération de Groulx; les jeunes artistes de Refus global rassemblés autour de Paul-Émile Borduas rejettent violemment le clérico-nationalisme qu'ils jugent réactionnaire et se veulent résolument modernes, anticléricaux, voire révolutionnaires. Cette contestation aura peu d'effet en son temps, mais la génération de la Révolution tranquille retrouvera, à bien des égards, l'héritage de cette nouvelle forme d'engagement qui ouvre la porte au marxisme et aux idées d'extrême gauche.
Après le règne de Duplessis, le clérico-nationalisme - souvent associé à la Grande noirceur - disparaît progressivement au profit du libéralisme incarné notamment par Jean Lesage. Sans toutefois avoir été dominante, cette idéologie incarnée par Lionel Groulx et ses continuateurs durant près d'un demi-siècle constitue un courant d'idées influent dans l'histoire du Québec au XXe siècle. Le clérico-nationalisme a fédéré de nombreux intellectuels et des acteurs appartenant à différents milieux nationalistes dont la vocation était la défense de la tradition canadienne-française face à la montée du libéralisme, du laïcisme, de l'essor de la vie urbaine et du capitalisme dans la province. Les oppositions et les débats souvent passionnés qu'il a suscités peuvent être considérés comme le creuset principal de la réflexion sur la modernité, l'influence du catholicisme dans la vie politique et l'idée de progrès au Québec à une époque charnière de son histoire.

## Doctrine

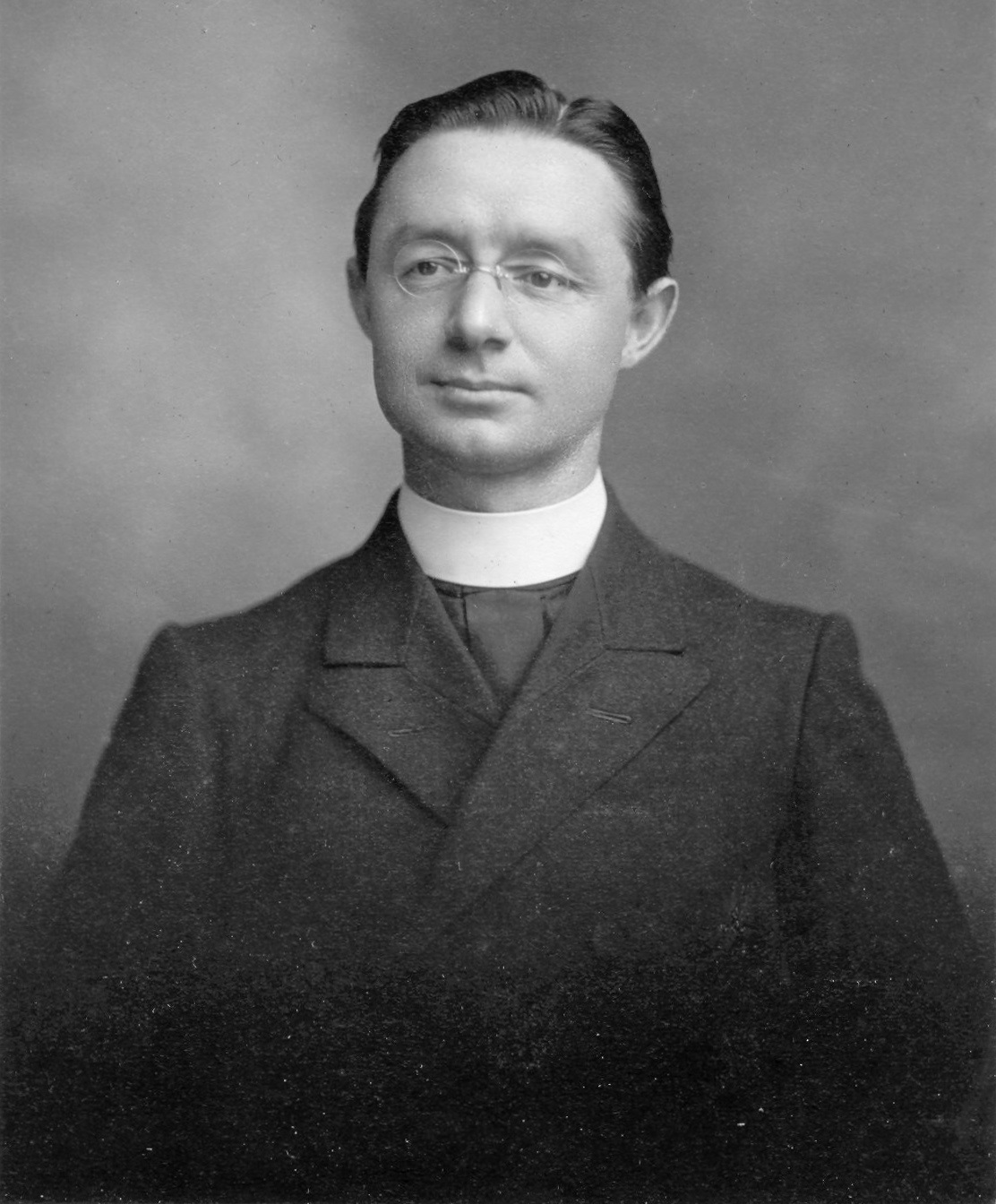
Lionel Groulx

### Patriotisme et identité nationale
Selon Lionel Groulx, les Canadiens français forment une nation distincte. Une nation est définie par lui comme étant composée par deux éléments. L'élément matériel est l'ensemble des traits culturel et de la mémoire historique d'un groupe donné. Le second, l'élément formel, est la volonté de ce même groupe à vivre en commun pour épanouir cet élément matériel. S'il n'y a pas une volonté d'affirmer l'entité culturelle et historique, la nation n'existe pas, cette volonté étant la conséquence de l'existence de l'élément matériel. La nation est donc objective et subjective.
Tout comme Bourassa, Groulx croit que la nation canadienne-française peut exister dans une nation politique canadienne plus large.
Toutefois, celle-ci était considérée par Groulx comme étant en danger de mort, car elle ne possèdait pas un élément matériel suffisamment consolidé, et, par conséquent, la volonté de vie en commun était faible. Par contre, il considère que cela n'aurait pas été ainsi si les politiciens avaient fait plus pour consolider la nation et agissant pour que chacun des deux groupes culturels dominant respecte plus l'autre. Cela aurait même pu être enrichissant pour les deux groupes.
Cependant, contrairement à ce que croit Bourassa, le Canada français doit être l'attachement et l'identité principale des Canadiens français. Cela est justifié par la philosophie thomiste : une partie agit pour le bien du tout en agissant pour son propre bien. Si le Canada français et fort, il est plus en mesure de contribuer à l'enrichissement culturel du Canada entier. Cela est aussi justifié par la nature fédéraliste du Canada. Dans les mots de Groulx : nous ne serons de bons Canadiens qu'en étant d'abord de bons Canadiens français. Chaque peuple rend un service à l'humanité en ayant une culture vigoureuse qui en augmente l'originalité.
Le patriotisme est vue dans cette idéologie comme une obligation puisqu'il s'agit d'une vertu dans la moralité catholique.
L'objectif du clérico-nationalisme découle de ces raisonnements et de l'humanisme chrétien de Groulx. L'identité nationale pousse l'homme à se surpasser. Par son enracinement à une culture et à une histoire, à une nation, l'homme s'élève à l'universel. De plus, d'un point de vue religieux, un mauvais enracinement dans son milieu national nuie au catholicisme. Il est donc d'une importance capitale que chacun ai une idée claire de son identité nationale car le contraire nuierait à son épanouissement naturel et surnaturel.

### Traditionalisme et sentiment historique
La culture et le sentiment historique sont très importants dans le clérico-nationalisme puisqu'elles sont l'essence d'une nation, son élément matériel.
Lionel Groulx croit que la providence divine est responsable de la création de la nation canadienne-française et continue de la guider au long de son histoire, de la même façon qu'elle guide l'ensemble de l'histoire humaine. Puisque les nations sont créées par Dieu, tenter de détruire les cultures est une atteinte au droit naturel.
L'ensemble des traits culturels que la providence a donné à un peuple est contenue dans sa tradition. La tradition est propagée de génération en génération. Elle peut s'agrandir et se modifier, mais ne doit pas le faire plus qu'elle ne le peut sans mourir. La nation peut progresser, mais doit rester dans les lignes de son histoire, puisque ces lignes sont tracées par Dieu et en sortir mettrait la nation en danger mortel.
Groulx identifie deux lignes maîtresses dans l'histoire canadienne-française : sa vocation rurale et l'épanouissement progressif de la nation. Le catholicisme est considéré comme transcendant les traditions humaines. Tout de même, ils croient que la nation a la vocation d'évangéliser l'Amérique du Nord, suivant une idée plus vieille incarnée entre autres par le théologien Louis-Adolphe Paquet.
Avec Groulx et la Ligue de la défense du français, le clérico-nationalisme adopte des positions intransigeantes et puristes pour la défense de la langue française. En matière littéraire, Groulx et ses confrères restent foncièrement traditionalistes et loin des courants modernistes français et européens en général. Ils croient que ceux-ci sont d'un universalisme abstrait et préfèrent la littérature qu'ils considèrent comme étant mieux enracinée dans son milieu. Ils se font les promoteurs d'une littérature du terroir, conservatrice et nationaliste qui s'oppose, à la même époque, aux tenants de l'exotisme ou parisianisme (École littéraire de Montréal) lequel se caractérise par la recherche esthétique (l'art pour l'art) en excluant toute forme d'engagement patriotique.
Rigoureusement catholique et représenté surtout par des membres du clergé, ce courant défend les valeurs traditionnelles comme la famille (respect de la hiérarchie, soumission de la femme à l'autorité de son mari, natalisme).

### Politique
Groulx et l'Action française n'ont jamais voulu se déclarer trop ouvertement pour ce qui était de la politique mais ont donné leur opinion sur quelques questions politiques.
Selon eux, la nation canadienne-française disposait d'un État autonome dans la province de Québec, qu'ils doivent diriger puisqu'ils y sont majoritaires et qu'ils y ont un droit historique. Le Québec est la petite patrie des Canadiens français mais fait partie de la grande patrie qu'est le Canada. Il ne prône pas nécessairement la séparation du Québec à moins que la survie de la culture canadienne-français en fasse quelque chose d'impératif.
Ce qu'ils considéraient comme la vocation agricole et le mode de vie rurale du peuple était mis de l'avant. Cela est compréhensible par leur perception de la ville comme un endroit où les Canadiens français sont poussés dans le prolétariat par la bourgeoisie anglophone. Groulx envisage l'exploitation des ressources naturelles de la province par son gouvernement, ce qui lui permettrait d'aider le peuple canadien-français à s'épanouir économiquement.
Le clérico-nationalisme s'opposait à l'impérialisme britannique. Politiquement, il prône l'indépendance du Canada et l'autonomie du Québec